# Mariana Avena
Mariana Avena (Elsa Susana Avena; * 4. August 1955 in Buenos Aires; † 25. März 2016) war eine argentinische Tangosängerin.

## Leben
Avena wuchs in einer Familie von Tangomusikern auf. Ihr Großvater spielte Bandoneon in den Orchestern von Juan Maglio und Osvaldo Fresedo, ihr Onkel war der Gitarrist und Komponist Osvaldo Avena. In ihrem Elternhaus verkehrten Musiker, Dichter und Komponisten wie Mercedes Sosa, Susana Rinaldi, Pablo Milanés, Silvio Rodríguez, Chabuca Granda, José Ángel Trelles, Armando Tejada Gómez und Hamlet Lima Quintana. Siebzehnjährig trat sie mit dem Dichter Héctor Negro in Shows mit Lyrik und Tangomusik auf.
Später wurde sie Leadsängerin der brasilianischen Musikgruppe Raíces de América. Sie übersiedelte nach São Paulo und trat mit der Gruppe in allen großen Theatern der Stadt und vielen anderen Städten Brasiliens auf. Bei mehreren Auftritten war Mercedes Sosa als special guest beteiligt. Danach begann sie eine Laufbahn als Solistin. Mit der Show Buenos Aires, todo Tango tourte sie begleitet vom Sexteto Tango durch Frankreich, Ecuador, Argentinien, Chile, Spanien und Finnland. 2003 startete sie am Teatro Alfa in São Paulo die Show Tango con Mariana, mit der sie anschließend durch zwanzig Großstädte Brasiliens tourte. 2004 produzierte sie in São Paulo die Show ¡Tango Total! Con Mariana Avena, mit der sie anschließend durch die USA, Europa und Japan tourte.